# Music Video Tour 2 2017-2022
『Music Video Tour 2 2017-2022』は、2023年2月15日に発売された、星野源の7枚目の映像作品。

## 概要
星野源ミュージック・ビデオ（以下MV）集の第二弾で、Blu-rayとDVDで発売された。
今作には、2017年から2022年までに発表されたミュージック・ビデオが収録されている。各映像は、星野源本人によるナビゲーションを交えた構成で進行し、制作当時のエピソードや撮影現場での裏話などが紹介されている。
パッケージは、前作同様に特殊ケース仕様となっている。
また、全編にわたり、星野本人とスタッフによるオーディオコメンタリーが収録されている。

## チャート成績
2023年2月23日発表の「オリコン週間映像ランキング」において、本作は初週売上がDVDで約1.1万枚、Blu-ray Disc（以下BD）で約2.5万枚を記録し、「週間DVDランキング」および「週間BDランキング」でいずれも初登場1位を獲得した。
また、音楽映像作品のDVDとBDの売上を合算した「週間ミュージックDVD・BDランキング」でも、合計売上約3.6万枚で1位を獲得し、星野にとっては『Live Tour “YELLOW VOYAGE”』『Music Video Tour 2010-2017』『Live Tour “Continues”』『DOME TOUR “POP VIRUS” at TOKYO DOME』に続く、5作連続・通算5作目の「映像3部門同時1位」となった。
この結果、「映像3部門同時1位獲得作品数」において、星野源は男性ソロアーティスト歴代2位から歴代1位タイとなった。

## 収録内容

### DISC1
1. OPENING TALK
2. TALK 1
3. Family Song（2017）
4. TALK 2
5. ドラえもん（2018）
6. TALK 3
7. アイデア（2018）
8. TALK 4
9. Pop Virus（2018）
10. TALK 5
11. Same Thing（2019）
12. TALK 6
13. Ain't Nobody Know（2020）
14. TALK 7
15. 私（2020）
16. TALK 8
17. さらしもの（2020）
18. TALK 9
19. 折り合い（2020）
20. TALK 10
21. 創造（2021）
22. TALK 11
23. 不思議（2021）
24. TALK 12
25. Cube（2021）
26. TALK 13
27. 喜劇 （2022）
28. TALK 14
29. 異世界混合大舞踏会 （2022）
30. ENDING TALK

### DISC2
- EXTRA MUSIC VIDEO & MAKING

GUEST：ニセ明
1. OPENING TALK
2. TALK 1
3. Pop Virus［ひとりVer.］（2018）
4. TALK 2
5. さらしもの［Lyric Video］（2019）
6. TALK 3
7. Ain't Nobody Know［Lyric Video］（2019）
8. TALK 4
9. うちで踊ろう［Outtake］（2020）
10. TALK 5
11. Cube［VHS Ver.］（2021）
12. TALK 6
13. Music Video 撮影メイキング映像
14. ENDING TALK